# Kensett (Iowa)
Pour les articles homonymes, voir Kensett.
Kensett est une ville, du comté de Worth en Iowa, aux États-Unis. Elle est fondée en 1872 et  incorporée le 10 février 1894.

## Source de la traduction
- (en) Cet article est partiellement ou en totalité issu de l’article de Wikipédia en anglais intitulé « Kensett, Iowa » (voir la liste des auteurs).